# Estació de Queixans
Queixans era una estació de ferrocarril de tipus baixador propietat d'adif, situat al poble de Queixans, dins el terme municipal de Fontanals de Cerdanya. Consta d'una única via general on l'andana se situa a llevant, amb un edifici de dues plantes.
Els primers trens arribaren el 1922 amb l'entrada en funcionament de la línia de La Molina a Puigcerdà i prestà servei fins a l'any 2004. Actualment l'edifici és l'emplaçament d'un restaurant.